# 株札
株札（かぶふだ）
- 江戸時代、株仲間の成員に下付された木札
- おいちょかぶやかちかちなどをプレイするためのかるたの一種。主に関西地方で使用されている。下記を参照のこと。

## 概要

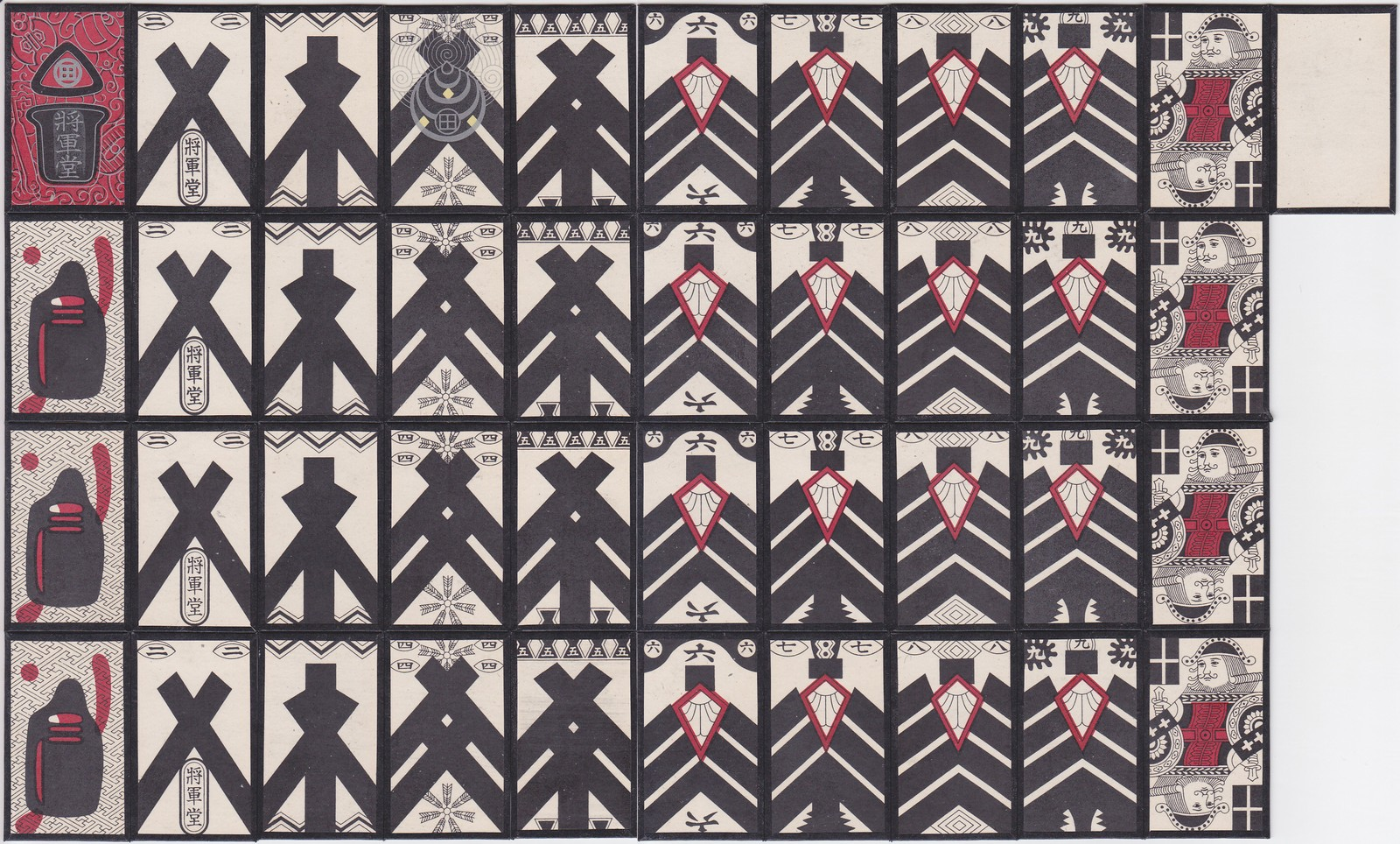
田村将軍堂の株札

- サイズや造作は花札と同じで、カブ競技は、カルタ伝来当初から天正かるた[1]で遊ばれていたが、スートを識別する必要がないため、「棍棒（パウ）」のスートだけに特化させ、馬（11）と切（12）は取り除かれた筋系の札を株札／株かるたと呼ぶ。
- 一から十までの自然数に対応した札がそれぞれ4枚で計40枚、白札が付属して合計41枚となる。他にメーカー札が入っている場合もある。一の札のうち1枚だけ背景が赤く金銀彩が施されており、これを「赤ピン／アザピン」と呼び、鬼札として使われたりする。十にあたる札には人物が描かれ、俗に十（とう）と掛けて「お父さん」と呼ばれる。この双頭デザインは、明治期に英米から輸入されたトランプの影響によるもの。四の札のうち1枚だけに金銀彩があり「玉四（たまし）／金四（きんし）」と呼ばれ、技法によっては役札となる。
- おいちょかぶや京カブ、かちかちに用いられ、花札やトランプで代用されることも少なくないが、株札を用いた方がより風流で本格的に感じられる。豆系札の「小丸（こまる）」や「目札（めふだ）」「大二（だいに）」が使われる地域もあり、狭義ではそれらも株札に分類される[2]。近畿地方で株札は、玩具店やコンビニエンスストアなどで比較的容易に入手することができる。

## 札のデザインとインデックスの意味
赤ピンの背景は唐草模様で男性の陰部が描かれ、そこには屋号が入っている。田村将軍堂の赤ピンには、宝分銅、小槌、鍵、小判が描かれている。普通のピンの背景は彩綾形（さやがた）文様で錘（おもり）が描かれている。
２の札には製造元名が記されている。３には三重菱が３つ、４には七つ矢車（矢＝し）で玉四には焔宝珠の銀彩が施され、５には五の字輪鼓、６には山麓（さんろく）、７の上部は七宝焼で下部は縄を表し、８には四重菱（中には8が8つ）、９の数字には雲取りがなされ、下部は孔雀を表している。
10はトランプのキングを模した双頭デザインになっているが、古くは釈迦十が双頭デザインになっており、さらに時代を遡ると釈迦十が描かれている。

## 競技種目

### おいちょかぶ
人数制限はない。花札で代用する場合には、雨（11月）と桐（12月）を抜いた40枚を使用する。
- 札の数を合計して、その大小や役の強弱を競う競技で、トランプのブラックジャックと類似する。単に「カブ」と呼ばれることもある。

### 京カブ
人数制限はない。花札で代用する場合には、雨（11月）と桐（12月）を抜いた40枚を使用する。
「おいちょかぶ」と似ているが、以下の違いがある。
- 場に、五,六,七,八の4枚の札を子から見て左から並べて置いて場札[3]とする。親は、山札から1枚取って確認してから、自分の前に裏向きで置いて胴札とする。
- 子は、場札のいずれかに賭け、親は2枚目を子に配り、これを撒札という。親の2枚目は見せない。
- 親は、子に3枚目の打札を必要かを聞いて、要求する者に配る。このとき、賭けた場札と打札の計が3以下なら必ず貰い、7以上だと請求できない。10（零）なら任意。親にこの縛りはない。
- 3枚が同じ数字の揃カブ（おいちょかぶで言う「嵐」）は、親の九一（クッピン）に勝てない。また、四一（シッピン）の役はない。
- 十（0、10。三枚が七,九,四など）はブタでなく「笑い」と呼ばれ、親子とも引き分けになる（賭金は子に戻される）。したがって一（3枚が四,二,五など）が最弱となる。

### 引きカブ／打ちカブ
2人から5人が適正。「おいちょかぶ」や「京カブ」のように場札に賭けるのではなく、まず全員が参加料（例えば、チップ5点と決めておき、降りることになっても戻らない）を同額を場に出し、手札を1枚ずつ配ったあと、順番に山札から2枚目を引き（必要なら3枚目も）、九に近い人の勝ち。親と子の勝負ではなく、参加者全員の中で勝敗を決める。
- 役は「嵐」と「九一（クッピン）」のみ。降りない人はチップ（例えば1点）を追加し、降りる人が出尽くして、全員と勝負の合意が取れたら一斉に手札を公開する。勝者が複数なら賭金を山分けする（端数は左席が優先）。
- ほかのカブ競技と異なり、手札が非公開なので、駆け引きはポーカーフェイスの読みだけになる。

### ボーピン／ボーニ
「入の吉」や「金青山」といった48枚の地方札を使用する（花札でも代用可）「引きカブ」の一種。2人から5人が適正。「引きカブ」の要領で3枚まで札を引くことができ、親と子がその数の合計で勝敗を決める。十、馬、切の各4枚の札のことを「亡絵（ぼうえ）」と呼ぶ。親が亡絵とピン（1）を引けば、「ボーピン掻きたくり」と称して、子の賭金をすべて取ってしまう。また、親が3枚とも亡絵を引けば、「三亡笑い」と言って、この合計よりも数の多い子の勝ちとなる。親が亡絵と2の札を引いた場合も親の総取りとする「ボーニ」という選択ルールもある。

### 三枚カブ
「入の吉」や「金青山」といった48枚の地方札を使用する（花札でも代用可）。人数制限はない。馬と切は十として扱う。裏向きで3枚一組で三組を場に出して、子に賭金を張らせる。親は自分用に3枚を用意して、親と子がその数の合計で勝敗を決める。子が勝てば賭金の4倍を親が支払う。子が負ければ賭金は親に没収される。

### 五枚カブ
最大8人までの競技で、全員が参加料を場に出した後、手札5枚が配られる（親が5枚の山札を複数作り、子が順番に山ごと取って自身の手札にする場合もある）。3枚を使って、札の数値の合計が10の倍数になるようにして、残りの2枚の数の合計で勝敗を決める。どうやっても3枚で10の倍数が作れなければ即負けが決まる。
　「五枚株」を参照

### 十枚カブ／相撲取りカブ
主に四国地方で遊ばれ、北陸地方では「相撲取りカブ」と呼ばれる。人数制限はない。10枚を場札として晒す。この場札は一から十までを1枚ずつとする場合もある。場札に対して子に賭金を張らせる。親は自分用に2枚を用意して、残りは山札とする。親は1枚ずつ場札に札を配って、親と子がその数の合計で勝敗を決める。子が勝てば賭金の4倍を親が支払う。子が負ければ賭金は親に没収される。

### エイ目作り／カブ作り
最大5人までの競技で、一人に手札9枚、もしくは10枚が配られる。各自で手札を見た上で3枚1組のカブ目を3組作り、手札10枚の場合は余った1枚は死絵となり勝負には使用しない。3組をそれぞれ上段、中段、下段と縦に自分の前へ伏せて置く。同額の賭金を出し合い、まず上段の札を表にして、札の数の合計で勝敗を決める。次に同額の賭金を出し合い中段の勝負、下段の勝負を行う。親と子の勝負ではなく、参加者全員の中で勝敗を決める。

### おいかけ
40枚の札を混ぜてからふたつの山に分け、一番上の札を一枚ずつ取って、どちらがカブ目で大きいかを賭ける。札1枚ずつでやるアトサキである。

### 誰
2人から4人。赤ピンを除いた39枚の札を使用する。各自に9枚ずつ配って、余った3枚を晒す。この晒された3枚の合計が標準値となり、配られた札で、標準値の組み合わせ3組を作った人が勝ちとなる。誰もできない場合には、2組を作った上で、残りの3枚を合計して、「おいちょかぶ」と同様に、一の位の大きさで勝敗を判定する。親と子の勝負ではなく、参加者全員の中で勝敗を決める。

### 指込／指絵
「入の吉」や「金青山」といった48枚の地方札を使用する（花札でも代用可）。2人。3枚ずつ手札を配り、その数の合計で勝敗を決める。それぞれ1枚を捨て、山札から1枚を引いて、交換することができる。

### 高目
「入の吉」や「金青山」といった48枚の地方札を使用する（花札でも代用可）。人数制限はない。山札から2枚を伏せた状態で場に出して、そのどちらかに賭けさせる。同数の場合には、1枚ずつ札を引いて合計数で勝負する。

### 十目
各自が均等額の賭金を出した上で、一人が各自に伏せた状態で1枚ずつ配り、さらにもう1枚ずつ配る。この手札2枚の数の合計で勝敗を決める。合計10が一番強く、11以上は十の位を無視する。（つまり、カブよりも十が強い）

### 樺太カブ
人数制限はない。一から六まで一組の株札を使用する。各自、銅貨を6枚と白紙を用意して、親は一から六の札から一枚を選んで伏せる。子はその数を当てようと銅貨の枚数で場に出し、その上に白紙を乗せて隠してから賭金を添える。子が当たれば賭金の4倍を親が支払う。子がはずれると賭金は親に没収される。任天堂では「大一六」という専用の札を製造していた。

### その他
- きんご
- かちかち（じゅんじゅん）
- あとさき

## 製造元
- 任天堂
- 大石天狗堂
- 松井天狗堂
- 田村将軍堂
- エンゼルプレイングカード